# Gyula Kluger
Gyula Kluger [ˈɟulɒ ˈkluɡɛr] (* 15. Januar 1914 in Sátoraljaújhely; † 23. September 1994 in Budapest) war ein ungarischer Schachspieler.

## Karriere
Kluger war ein Neffe von István Fazekas, der sowohl im Nahschach als auch im Fernschach Internationaler Meister war. So kam er schon in frühen Jahren zum Schachspiel. 1935 erreichte er in Tataóváros den siebten Platz in der Meisterschaft von Ungarn und erhielt den separat vergebenen ungarischen Meistertitel. Zwischen 1937 und 1946 sind keine offiziellen Partien von ihm bekannt. 
Ab 1946 beteiligte er sich wieder an ungarischen Meisterschaften und nahm auch an internationalen Turnieren teil. 1953 wurde er Vizemeister von Ungarn.  1954 verlieh ihm die FIDE den Titel Internationaler Meister. 1956/57 gewann er in Hastings das Challenger-Turnier. 1954 und 1960 nahm er an der Schacholympiade teil, wobei er 1960 das drittbeste Einzelergebnis am zweiten Reservebrett erreichte. Mehr als 50 mal wurde er in die ungarische Nationalmannschaft berufen und erreichte unter anderem bei der Mannschaftseuropameisterschaft 1965 in Hamburg den dritten Platz. 
Bemerkenswert waren seine Siege gegen die Weltklassespieler Svetozar Gligorić (Schacholympiade 1954, Amsterdam), Viktor Kortschnoi (Bukarest 1954), Gideon Ståhlberg (Bukarest 1954) und Michail Tal (Kislowodsk 1964).

## Privates
Kluger hatte vier Kinder.